# Middle East North Africa Cable System
Middle East North Africa Cable System (kurz: MENA) ist ein Seekabel, das im Januar 2014 in Betrieb genommen wurde.
Das Kabel mit einer Übertragungskapazität von 5,76 Terabit pro Sekunde und verbindet auf einer Länge von rund 8.000 km Standorte vom Mittleren Osten und Nordafrika. Es verfügt über fünf Glasfaserpaare, wobei ein Faserpaar dem Betreiber Gulf Bridge International gehört, welches das MENA-Kabel mit dem Gulf Ring System verbindet.

## Landepunkte
1. Mazara del Vallo (Italien)
2. Abu Talat (Ägypten)
3. Zafarana (Ägypten)
4. Dschidda (Saudi-Arabien)
5. Dschibuti (Dschibuti)
6. Sib (Oman)